# Критична психологія
Критична психологія — погляд на психологію, який значною мірою спирається на критичну теорію. Критична психологія кидає виклик припущенням, теоріям і методам основної психології та намагається застосувати психологічне розуміння різними способами, часто дивлячись на соціальні зміни як на засіб запобігання та лікування психопатології.
Критично налаштовані психологи вважають, що основна психологія не враховує, як відмінності у владі та дискримінація між соціальними класами та групами можуть вплинути на психічне та фізичне благополуччя окремої людини чи групи. Основна психологія робить це лише частково, намагаючись пояснити поведінку на індивідуальному рівні. Однак він значною мірою ігнорує інституційний расизм, постколоніалізм і дефіцит соціальної справедливості для груп меншин на основі відмінностей у спостережуваних характеристиках, таких як стать, етнічна приналежність, релігія, релігійна меншина, сексуальна орієнтація, ЛГБТК+ або інвалідність.

## Витоки
Критика мейнстрімової психології, що відповідає сучасному використанню критичної психології, існує з моменту сучасного розвитку психології в кінці ХІХ століття. Використовувати термін критична психологія почали в 1970-х роках у Вільному університеті Берліна. Німецька гілка критичної психології виникла раніше і розвивалася в основному окремо від решти галузі. Станом на травень 2007 року англійською мовою перекладено лише кілька творів. Німецький рух критичної психології бере свій початок у післявоєнному студентському повстанні кінця 1960-х років; см. німецький студентський рух. «Критика політичної економії» Карла Маркса відіграла важливу роль у німецькій гілці студентського повстання, центром якого був Західний Берлін. У той час капіталістичне місто Західний Берлін було оточене Східною Німеччиною, керованою комуністами, і було «гарячою точкою» політичних та ідеологічних суперечок для революційних німецьких студентів. Соціологічні основи критичної психології є однозначно марксистськими.

### Клаус Гольцкамп

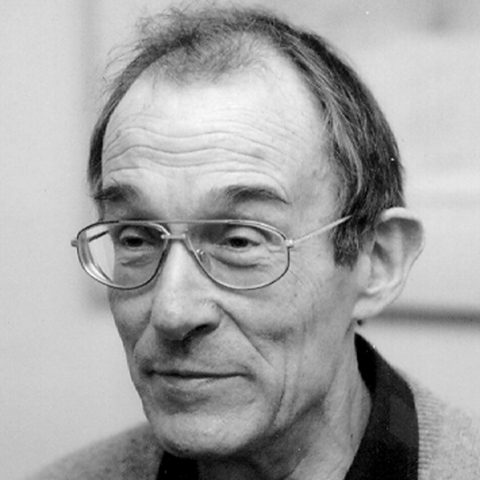
Клаус Гольцкамп

Однією з найважливіших і складних книг у німецькому розвитку галузі є Grundlegung der Psychologie (Основи психології) Клауса Гольцкампа, якого можна вважати теоретичним засновником німецької критичної психології. Гольцкамп написав дві книги з теорії науки і одну про чуттєве сприйняття перед публікацією Grundlegung der Psychologie в 1983 році. Гольцкамп вважав, що його робота є надійною парадигмою для психологічних досліджень, оскільки розглядав психологію як допарадигматичну наукову дисципліну (Томас Кун використав термін «допарадигматична» для соціальних наук).
Свою витончену спробу створити комплексний і інтегрований набір категорій, що визначають сферу психологічних досліджень, Гольцкамп здебільшого базував на підході Олексія Леонтьєва до культурно-історичної психології та теорії діяльності. Леонтьєв розглядав людську діяльність як результат біологічної, а також культурної еволюції, і, спираючись на матеріалістичну концепцію культури Маркса, підкреслював, що індивідуальне пізнання завжди є частиною соціальної дії, яка, у свою чергу, опосередкована інструментами, створеними людиною (культурними артефактами), мову та інші створені людиною системи символів, які він розглядав як головну відмінну рису людської культури і, таким чином, людського пізнання. Іншим важливим джерелом була теорія особистості Люсьєна Севе, яка надала концепцію «матриць соціальної активності» як посередницької структури між індивідуальним і суспільним відтворенням. Водночас Grundlegung систематично інтегрував попередню спеціалізовану роботу, виконану у Вільному університеті Берліна в 1970-х роках критично налаштованими психологами, на яких також вплинули Маркс, Леонтьєв і Севе. Це включало книги про поведінку / етологію тварин, чуттєве сприйняття, мотивацію та пізнання. Він також включив у свій підхід ідеї з психоаналізу Фрейда та феноменології Мерло-Понті.
Одним із ключових результатів історико-порівняльного аналізу людської репродуктивної дії, сприйняття та пізнання є дуже специфічна концепція значення, яка визначає символічне значення як історично та культурно сконструйовані, цілеспрямовані концептуальні структури, які люди створюють у тісному взаємозв'язку з матеріальною культурою та в контексті історично конкретних форм суспільного відтворення.
Виходячи з цієї феноменологічної точки зору на культурно опосередковану та соціально обумовлену дію, Гольцкамп розпочав методологічну атаку на біхевіоризм (який він назвав психологією S–R (стимул–реакція)) на основі лінгвістичного аналізу, демонструючи в найдрібніших деталях риторичні моделі, за допомогою яких цей підхід до психології створює ілюзію «наукової об'єктивності», водночас втрачаючи актуальність для розуміння культурно обумовлених, навмисних дій людини. На противагу цьому підходу він розробив власний підхід до узагальнення та об'єктивності, спираючись на ідеї Курта Левіна в Розділі 9 Grundlegung der Psychologie.
Його остання велика публікація перед смертю в 1995 році була про навчання. Він з'явився в 1993 році і містив феноменологічну теорію навчання з позиції суб'єкта. Однією з важливих концепцій Гольцкампа було «переосмислення» теорій, розроблених традиційною психологією. Це означало розглядати ці концепції з точки зору парадигми критичної психології, таким чином інтегруючи їхні корисні ідеї в критичну психологію, водночас визначаючи та критикуючи їхні обмежувальні наслідки, якими у випадку психології S–R було риторичне усунення суб'єкта та навмисної дії, а у випадку когнітивної психології, яка враховувала суб'єктивні мотиви та навмисні дії, методологічний індивідуалізм.
Таким чином, перша частина книги містить широкий огляд історії психологічних теорій навчання та коротку повторну інтерпретацію цих концепцій з точки зору критичної психології, яка зосереджена на навмисних діях, розташованих у конкретних соціально-історичних/культурних контекстах. Концепції навчання, які він вважав найбільш корисними у своєму власному детальному аналізі «навчання в класі», походили від когнітивних антропологів Жана Лаве (ситуаційне навчання) та Едвіна Гатчінса (розподілене пізнання).
Друга частина книги містила обширний аналіз інституціоналізованих форм сучасної держави «навчання в класі» як культурно-історичного контексту, який формує більшу частину сучасного навчання та соціалізації. У цьому аналізі він значною мірою спирався на «Дисципліну і покарання» Мішеля Фуко. Гольцкамп вважав, що навчання в класі як історично специфічна форма навчання не повністю використовує потенціал учня, а скоріше обмежує його чи його навчальний потенціал низкою «стратегій навчання». Частково його спонуканням до книги був пошук альтернативних форм навчання, які більш плідно використовували б величезний потенціал людської психіки. Отже, в останньому розділі книги Гольцкамп обговорює форми «розширеного навчання», які, здається, уникають обмежень навчання в класі, наприклад, учнівство та навчання в контексті, відмінному від класу.
Цей пошук увінчався планами написати велику працю про життєве лідерство в конкретному історичному контексті сучасного (капіталістичного) суспільства. Через його смерть у 1995 році ця робота так і не пройшла стадію ранніх (і передчасних) концептуалізацій, деякі з яких були опубліковані в журналах Forum Kritische Psychologie та Argument.
У 1960-х і 1970-х роках термін радикальна психологія використовувався міжнародними психологами для позначення галузі, яка відкидала зосередженість основної психології на особистості як на основній одиниці аналізу та єдиному джерелі психопатології. Натомість радикальні психологи досліджували роль суспільства у виникненні та лікуванні проблем і розглядали соціальні зміни як альтернативу терапії для лікування психічних захворювань і як засіб запобігання психопатології. У психіатрії часто використовувався термін антипсихіатрія, а зараз британські активісти віддають перевагу терміну критична психіатрія. Критична психологія в даний час є кращим терміном для психологічної дисципліни, яка прагне знайти альтернативи тому, як психологічна дисципліна зводить людський досвід до рівня індивіда і, таким чином, усуває можливості для радикальних соціальних змін.

### 1990-ті роки
Починаючи з 1990-х років, почала з'являтися нова хвиля книг про критичну психологію, найвпливовішою була відредагована книга Денніса Фокса та Ісаака Пріллелтенського «Критична психологія». Різні вступні тексти до критичної психології, написані у Великій Британії, як правило, зосереджуються на дискурсі, але деякі прихильники критичної психології розглядають це як зведення людського досвіду до мови, що так само політично небезпечно, як і те, як мейнстримна психологія зводить досвід до індивідуального розуму. На думку інших, увага до мови та ідеологічних процесів є необхідною для ефективної критичної психології — це не просто питання застосування основних психологічних концепцій до питань соціальних змін.
У 1999 році Ян Паркер опублікував впливовий маніфест як в онлайн-журналі Radical Psychology, так і в Annual Review of Critical Psychology. Цей маніфест стверджує, що критична психологія повинна включати такі чотири компоненти:
1. Систематичне дослідження того, як одні різновиди психологічної дії та досвіду є привілейованими над іншими, як домінуючі погляди на «психологію» діють ідеологічно та на службі влади;
2. Вивчення способів культурно-історичного формування всіх різновидів психології та того, як альтернативні різновиди психології можуть підтверджувати або протистояти ідеологічним припущенням у основних моделях;
3. Вивчення форм спостереження та саморегуляції в повсякденному житті та способів, якими психологічна культура діє за межами академічної та професійної практики; і
4. Дослідження того, як повсякденна «звичайна психологія» структурує академічну та професійну роботу в психології та як повсякденна діяльність може створити основу для опору сучасній дисциплінарній практиці.

### Критична психологія сьогодні
Є кілька міжнародних журналів, присвячених критичній психології, в тому числі більше не публікується International Journal of Critical Psychology (продовження в журналі Subjectivity) і Annual Review of Critical Psychology. Журнали все ще орієнтовані на академічну аудиторію, хоча Annual Review of Critical Psychology працює як онлайн-журнал із відкритим доступом. Існують тісні зв'язки між критичними психологами та критичними психіатрами у Британії через Asylum Collective. Девід Смайл був одним із засновників The Midlands Psychology Group, колективу критичної психології, який підготував маніфест соціально-матеріалістичної психології лиха. Курси критичної психології та дослідницькі концентрації доступні в Манчестерському столичному університеті, Йоркському університеті Сент-Джона, Університеті Іст-Лондона, Единбурзькому університеті, Університеті Квазулу-Натал, Центрі аспірантів Міського університету Нью-Йорка, Університеті Західної Джорджії, Університеті Пойнт-Парк, Університеті Гвельфа, Йоркському університеті і коледжі Прескотта. Концентрації бакалаврату також можна знайти в Каліфорнійському інституті інтегральних досліджень і коледжі Прескотт.

## Розширення
Як і багато інших критичних застосувань, критична психологія вийшла за межі марксистського та феміністського коріння, щоб скористатися іншими критичними підходами. Розглянемо екопсихологію та трансперсональну психологію. Критичну психологію та пов'язану з нею роботу також іноді називають радикальною психологією та психологією звільнення. У галузі психології розвитку впливовою була робота Еріки Берман.
Різні субдисципліни в психології почали встановлювати власні критичні орієнтації. Мабуть, найбільш масштабними є критична психологія здоров'я, психологія громади та соціальна психологія.

## На міжнародному рівні
Ранній міжнародний огляд перспектив критичної психології можна знайти в Critical Psychology: Voices for Change за редакцією Tod Sloan (Macmillan, 2000). У 2015 році Ян Паркер відредагував Довідник з критичної психології .

### Німеччина
У FU-Berlin критична психологія насправді не розглядалася як відділ психології та дотримувалася власної методології, намагаючись переформулювати традиційну психологію на неортодоксальній марксистській основі та спираючись на радянські ідеї культурно-історичної психології, зокрема Олексія Леонтьєва. Кілька років тому кафедра критичної психології FU-Berlin була об'єднана з кафедрою традиційної психології.
Номер журналу Theory & Psychology за квітень 2009 року (під редакцією Десмонда Пейнтера, Атанасіоса Марвакіса та Леендерта Моса) присвячений дослідженню німецької критичної психології.

### Південна Африка
Складна соціально-політична історія Південної Африки та її зв'язок із основною психологією створили умови, в яких критична психологія могла мати вплив. Південна Африка є гарним прикладом контексту, в якому основна психологія позиціонувала себе поряд з неоколоніалізмом, расизмом і капіталістичною експлуатацією — під час епохи апартеїду в країні — що призвело до потреби в критичних альтернативах у галузі, які могли б кинути виклик ідеологічним співучастям. Під час апартеїду основна психологія підтримувала репресивну політичну систему — одні психологи активно, інші — пасивно. На початку 1980-х років, на піку апартеїду, прогресивні білі психологи та зростаюча кількість чорних психологів почали досліджувати та практикувати альтернативні програми для критики та опору ролі основної психології у збереженні апартеїду в Південній Африці. Таким чином у Південній Африці почала розвиватися критична психологія.
Як і в інших частинах світу, критична психологія в Південній Африці народилася з психології опитування стосовно політики. По-перше, психологію звинувачували в тому, що вона є продуктом і прибічником репресивної політичної системи, в якій її нібито нейтралітет і наукова об'єктивність ґрунтувалися на тих секторах суспільства, які отримували вигоду від ідеологічного та економічного домінування, яке вона підтримувала. По-друге, як тільки критично налаштовані психологи в Південній Африці виявили ідеологічні вади основної психології в контексті країни, почалася робота з реконфігурації галузі як прогресивної та соціально актуальної практики з теоретичними та методологічними підходами, які могли б принести користь усім членам південноафриканського суспільства.
Становлення критичної психології в Південній Африці приймало різні форми між 1980 і 1994 роками. Незважаючи на те, що ця сфера не була повністю формалізована протягом цього часу, були створені простори та організації для вираження та розвитку її ідей: наприклад, на кафедрі психології Університету Кейптауна (UCT), створення Організації відповідних соціальних послуг у Південно-Африканська Республіка (OASSSA), Психологи проти апартеїду, Південноафриканська організація охорони здоров'я та соціальних служб (SAHSSO), а також заснування наукового журналу «Психологія в суспільстві» (PINS). Одними з головних теоретичних і практичних досягнень цих розробок були: створення способу критики категорій класу, раси, статі та інших структурних факторів, що впливають на дисципліну психологія, заохочення студентів критично мислити про політику психології та відновлення міжнародних зв'язків, а також відносин з іншими соціальними та медичними науками в Південній Африці.
Проте не всі ці ініціативи продовжувалися після припинення політичної боротьби та переходу до демократії. Після 1994 року професійна психологія в Південній Африці була реорганізована шляхом створення Професійної ради з психології, яка існує в Раді медичних працівників Південної Африки (HPCSA). Цей статутний орган регулює професію за допомогою своїх систем ліцензування та сертифікації. У цих системах критична психологія — це більше підхід до галузі, ніж професійна категорія сама по собі. З 2000-х років і до останнього часу критична психологія зрушила більше до вивчення певних сфер, таких як стать чи раса, і в цьому процесі загальний проект створення формалізованої сфери критичної психології був або відкинутий, або розширений, щоб посилатися на все, що є «немейнстрім» у психології. Тому критична психологія в Південній Африці здебільшого застосовується як теоретичний підхід.

### Сполучені Штати Америки та Канади
Докторська програма з критичної соціальної/особистісної психології та психології навколишнього середовища в Центрі аспірантів CUNY та докторська програма з критичної психології в Університеті Пойнт-Парк у Піттсбурзі, Пенсильванія, є єдиними спеціальними докторськими програмами критичної психології в Сполучених Штатах. Коледж Прескотт у Прескотті, штат Арізона, пропонує онлайн-магістерську програму з критичної психології та соціальних служб і має критично орієнтовану програму бакалавра. Каліфорнійський інститут інтегральних досліджень у Сан-Франциско також пропонує програму завершення бакалавра з неповнолітнім у сфері критичної психології, а критичні погляди іноді зустрічаються в традиційних університетах, можливо, особливо в програмах громадської психології. Університет Західної Джорджії пропонує докторантуру зі спеціальності «Свідомість і суспільство», де критична психологія є одним з трьох основних теоретичних напрямків. Північноамериканські зусилля включають заснування RadPsyNet у 1993 році, публікацію Critical Psychology: An Introduction у 1997 році (під редакцією Денніса Фокса та Ісаака Пріллелтенського; розширене видання 2009 року під редакцією Денніса Фокса, Ісаака Пріллелтенського та Стефані Остін), Монтерейської конференції з критичної психології 2001 р., а також в основних темах багатьох внесків до Journal of Social Action in Counseling and Psychology.

### Товариства
- Міжнародне товариство критичної психології здоров'я
- Мережа радикальної психології

## Подальше читання

### Книги
- Fox, D. & Prilleltensky, I. (eds.) (1997). Critical Psychology: An Introduction. Sage. on-line
- Gough, B. (ed.) (2017). The Palgrave Handbook of Critical Social Psychology. London: Palgrave Macmillan.
- Harwood, V. (2006) Diagnosing 'Disorderly' Children. London & New York: Routledge.
- Ibañez, T. & Íñiguez-Rueda, L. (eds.) (1997). Critical Social Psychology. Sage Books. on-line
- Kincheloe, J. & Horn, R. (2006). The Praeger Handbook of Education and Psychology. 4 vols. Westport, Connecticut: Praeger Press.
- Parker, I. (ed.) (2015). Handbook of Critical Psychology. London: Routledge.
- Prilleltensky, I. & Nelson, G. (2002). Doing psychology critically: Making a difference in diverse settings. New York: Palgrave–Macmillan.
- Sloan, T. (ed.) (2000). Critical Psychology: Voices for Change. London: Macmillan.

### Статті
- Kincheloe, J. & Steinberg, S. (1993). A Tentative Description of Post-Formal Thinking: The Critical Confrontation with Cognitive Thinking. Harvard Educational Review, 63 (2), 296—320.
- Prilleltensky, I. (1997). Values, assumptions and practices: Assessing the moral implications of psychological discourse and action. American Psychologist, 52(5), 517–35.
- Parker, I. (1999) Critical Psychology: Critical Links, Radical Psychology: A Journal of Psychology, Politics and Radicalism (on-line)
- Parker, I. (2003) "Psychology is so critical, only Marxism can save us now, " (on-line)